# أنتويو دياز دوس سانتوس
أنتويو دياز دوس سانتوس (بالبرتغالية: Antônio Dias dos Santos‏) (مواليد 7 يونيو 1948) هو لاعب كرة قدم. يلعب مع منتخب البرازيل لكرة القدم. سبق له أن لعب في كأس العالم لكرة القدم مع منتخب بلاده.

## روابط خارجية
- أنتويو دياز دوس سانتوس على موقع الاتحاد الدولي (مؤرشف)  (الإنجليزية)
- أنتويو دياز دوس سانتوس على موقع قاعدة بيانات كرة القدم.إي يو (الإنجليزية)
- أنتويو دياز دوس سانتوس على موقع ناشيونال فوتبول تيمز (الإنجليزية)
- أنتويو دياز دوس سانتوس على موقع Soccerway.com (الإنجليزية)